# Tanauan

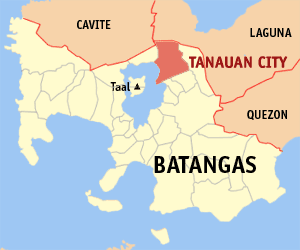
Tanauans läge i Batangas

Tanauan (officiellt City of Tanauan) är en stad i Filippinerna som ligger i provinsen Batangas i regionen CALABARZON. Den har 117 539 invånare (folkräkning 1 maj 2000).
Staden är indelad i 48 smådistrikt, barangayer, varav samtliga är klassificerade som tätortsdistrikt.